# Lochwinnoch
Lochwinnoch är en ort i Storbritannien.   Den ligger i kommunen Renfrewshire och riksdelen Skottland, i den nordvästra delen av landet, 600 km nordväst om huvudstaden London. Lochwinnoch ligger 36 meter över havet och antalet invånare är 2 684.
Terrängen runt Lochwinnoch är kuperad åt nordväst, men åt sydost är den platt. Lochwinnoch ligger nere i en dal. Runt Lochwinnoch är det ganska tätbefolkat, med 54 invånare per kvadratkilometer. Närmaste större samhälle är Paisley, 13,0 km öster om Lochwinnoch. Trakten runt Lochwinnoch består i huvudsak av gräsmarker.